# Хостікоєв Георгій Анатолійович
Георгій Анатолійович Хостіко́єв (нар. 11 листопада 1981, Київ) — український актор, син Анатолія Хостікоєва і його другої дружини Любові Куб'юк.

## Життєпис
У 2001 році закінчив Київський державний інститут театрального мистецтва імені Карпенка-Карого. У 2001—2003 роках — актор Національного українського драматичного театру імені Івана Франка, у 2003—2005 — актор антрепризи «Компанія Бенюк-Хостікоєв», у 2005—2007 роках працював у «Київському Вільному театрі», з 2007 року — у Київському драматичному театрі на Подолі.
У 2009—2012 рр. — ведучий програми «Про Zірок» на каналі «ICTV» (з перервою).
Одружений з акторкою Мариною Ягодкіною.

## Творчість

### У театрі
Національний академічний драматичний театр імені Івана Франка
- «Мушкетери» (А. Дюма) — Король, Людина в масці
- «Різдво Куп'єлло» (Е. де Філіппо) — Ненілло
- «Кармен» (П. Меріме) — Хосе
- «Отелло» (В. Шекспір) — Родріго

Театральна компанія «Бенюк і Хостікоєв»
- «Всі його сини» (К. Черчилль) — Бернар-1, Бернар- 2, Майкл
- «Про мишей і про людей» (Д. Стейнбек) — Карлсон
- «Сеньйор з вищого світу» (Д. Скарніччі, Р. Тарабузі) — Ніколетто

Київський Вільний театр
- «Ті, що перемогли пітьму» — Дон
- «Чайка на ім'я Джонатан» (Р. Бах) — Джонатан

Київський академічний драматичний театр на Подолі
Інше
- «Дружна сімейка»
- «Пріми» — Лео (грав жінку)[7]

### Фільмографія
- 1998 — «Сьомий маршрут» — американський турист
- 2000 — «Роксолана: Володарка імперії» — Баязет
- 2001 — «Слід перевертня» — Юра
- 2002 — «Атлантида» — Рома
- 2003 — «Попіл фенікса» — Вадим
- 2004 — «Сорочинський ярмарок» — Грицько
- 2006 — «Богдан-Зиновій Хмельницький»
- 2006 — «Таємниця «Святого Патрика»» — Іван Корадес
- 2007 — «Висяки» — Андрій Фрадков
- 2008 — «Відчиніть, міліція!» — Андрій
- 2008 — «Глухар» — Марко Грабал
- 2008 — «Мовчазний свідок» — Леонід Сидоров
- 2008 — «Наречена на замовлення» — Олег
- 2009 — «Червоний лотос» — Ігор
- 2010 — «Прощавай, коридо!»
- 2011 — «Закохані в Київ»
- 2012 — «Німий» — Гоша
- 2013 — «Жених» — Олег
- 2014 — «Поки станиця спить» — Богдан Чалий
- 2015 — «Як гартувався стайл 2» — Філ
- 2016 — «Поганий хороший коп» — Рибін
- 2017 — «Що робить твоя дружина?» — Віктор
- 2018 — «Спадкоємиця мимоволі» — Ігор Святославович
- 2018 — «Відьма» — Роман
- 2019 — «Інша» — Петро Радулов
- 2019 — «Порушуючи правила» — Діно
- 2020 — «Сімейний портрет» — Олег Михайлов
- 2022 — «Найкращі вихідні»